# 고난의 종
고난의 종은 구약성경 이사야 53장에 나타난 메시야의 고난을 서술한 용어이다. 기독교에서는 인간의 죄를 대신 지시고 멸시와 저주와 죽음을 당하시면서 거룩한 희생 제물이 되신 메시야 예수를 가리키는 표현이다(이사야 53장).
이사야 53장은 히브리어 성경 또는 기독교 성경의 구약성경 이사야서 53장을 의미한다. 이 책은 예언자 이사야의 예언을 담고 있으며 느비임 중 하나이다. 40장에서 55장은 "신명 이사야"로 알려져 있으며 이스라엘 백성이 바벨론에 포로로 잡혀간 때부터 시작된다. 이 문구는 이사야 52:13에서 시작하여 53장 끝까지 계속되는 하인의 노래 중 4번째 전체를 다루게 된다.

## 이사야서 52:13 ~ 53:12
그는 실로 우리의 질고를 지고 우리의 슬픔을 당하였거늘 우리는 생각하기를 그는 징벌을 받아 하나님께 맞으며 고난을 당한다 하였노라 그가 찔림은 우리의 허물 때문이요 그가 상함은 우리의 죄악 때문이라 그가 징계를 받으므로 우리는 평화를 누리고 그가 채찍에 맞으므로 우리는 나음을 받았도다 우리는 다 양 같아서 그릇 행하여 각기 제 길로 갔거늘 여호와께서는 우리 모두의 죄악을 그에게 담당시키셨도다 - 이사야서 53장 4-6절
이사야서 52:13-53:12은 이사야서의 "하인의 노래" 중 네 번째를 구성하며, 학대를 당했지만 나중에 정당성을 입증받은 하나님의 "종"을 묘사한다. 구절의 주요 주제는 다음과 같다.
- 종에 대한 하나님의 목적에 대한 인간의 반대. 종은 하나님 보시기에 존귀한 신분이지만 사람들은 그를 멸시하고 하나님께 미움받는 존재로 여긴다(사 52:13-53:3).
- 하인의 폭력적인 고문과 죽음. 이 구절은 종의 운명을 묘사하기 위해 폭력적인 언어를 사용하는데, 여기에는 고난, 매 맞음, 괴로움, 상함, 짓눌림, 타박상, 잘림, 고뇌, 죽음에 노출됨 등이 포함된다.
- 예언적 불신. 선지자는 자신이 전하는 것을 믿을 사람이 있는지 질문한다(사 53:1).
- 하인의 순수함. 위기의 순간에 그 종은 보복(사 53:7), 폭력, 사기(사 53:9)에 결백한 것으로 묘사된다.
- 그를 박해하는 자들에게 축복을. 종의 고난의 결과로 그를 핍박하는 자들이 평안을 얻고(사 53:5), 치유를 받으며(5), 그들의 죄에서 해방되고(사 53:6, 12) 형벌에서 면함을 얻는다(사 53:8). .
- 죽은 후에 종의 변호. 핍박과 죽임을 당한 종은 장수하여 여호와의 뜻을 이루게 한다(사 53:10).
- 다른 사람에게 의를 넓히다. 의로운 종은 "많은 사람을 의롭게" 하여 그의 의를 다른 사람들에게까지 확장할 것이다(사 53:11).
- 용서와 중보기도. 종의 행위로 말미암아 "많은 사람의 죄"가 그들에게서 제거되고(사 53:6, 12) 그들은 종으로부터 그들을 대신하여 중재를 받는다(사 53:12).

구절의 주제에는 죄책감, 무죄, 폭력, 불의, 신성한 뜻에 대한 고착, 회개 및 의로움을 포함하여 다양한 윤리적 주제가 포함된다.

## 같이 보기
- 예수의 체포
- 예수의 매장
- 유대교와 기독교
- 예수의 십자가형
- 성주간
- 새언약, 대체주의
- 예수의 부활
- 예수

## 참고 문헌
- 교회용어사전
- Würthwein, Ernst (1995). 《The Text of the Old Testament》. 번역 Rhodes, Erroll F. Grand Rapids, MI: Wm. B. Eerdmans. ISBN 0-8028-0788-7. 2019년 1월 26일에 확인함.